# Florence Jenner-Metz
 (juin 2023).
La mise en forme du texte ne suit pas les recommandations de Wikipédia : il faut le « wikifier ».
Les points d'amélioration suivants sont les cas les plus fréquents :
- Les titres sont pré-formatés par le logiciel. Ils ne sont ni en capitales, ni en gras.
- Le texte ne doit pas être écrit en capitales (les noms de famille non plus), ni en gras, ni en italique, ni en « petit »…
- Le gras n'est utilisé que pour surligner le titre de l'article dans l'introduction, une seule fois.
- L'italique est rarement utilisé : mots en langue étrangère, titres d'œuvres, noms de bateaux, etc.
- Les citations ne sont pas en italique mais en corps de texte normal. Elles sont entourées par des guillemets français : « et ».
- Les listes à puces sont à éviter, des paragraphes rédigés étant largement préférés. Les tableaux sont à réserver à la présentation de données structurées (résultats, etc.).
- Les appels de note de bas de page (petits chiffres en exposant, introduits par l'outil «  Source ») sont à placer entre la fin de phrase et le point final[comme ça].
- Les liens internes (vers d'autres articles de Wikipédia) sont à choisir avec parcimonie. Créez des liens vers des articles approfondissant le sujet. Les termes génériques sans rapport avec le sujet sont à éviter, ainsi que les répétitions de liens vers un même terme.
- Les liens externes sont à placer uniquement dans une section « Liens externes », à la fin de l'article. Ces liens sont à choisir avec parcimonie suivant les règles définies. Si un lien sert de source à l'article, son insertion dans le texte est à faire par les notes de bas de page.
- La présentation des références doit suivre les conventions bibliographiques. Il est recommandé d'utiliser les modèles {{Ouvrage}}, {{Chapitre}}, {{Article}}, {{Lien web}} et/ou {{Bibliographie}}. Le mode d'édition visuel peut mettre en forme automatiquement les références.
- Insérer une infobox (cadre d'informations à droite) n'est pas obligatoire pour parachever la mise en page.

Pour une aide détaillée, merci de consulter Aide:Wikification.
Si vous pensez que ces points ont été résolus, vous pouvez retirer ce bandeau et améliorer la mise en forme d'un autre article.
Florence Jenner-Metz est une autrice française né à Strasbourg le 26 janvier 1972. Elle écrit principalement des romans, des albums et des kamishibais destinés à la jeunesse,,,,,. Certains de ses ouvrages ont été sélectionnés ou ont obtenus des prix nationaux. Elle publie notamment chez Alice Jeunesse dans la collection deuzio,,.

## Biographie
Florence Jenner-Metz est née en Alsace où elle vit toujours.
Elle fait des études de lettres à Nancy (Khâgne/Hypokhâgne) puis à Strasbourg (DEA de lettres).
Elle passe le CRPE en 1994 et enseigne en tant que professeur des écoles de la maternelle en SEGPA. À partir de 2001, elle devient formatrice en français à l’IUFM de Strasbourg qui devient l’INSPE en 2019.
Elle publie son premier album Le bois des fables aux éditions Callicéphale en 2001.
Depuis 2019, elle collabore à des projets d’animations avec le studio de projection Ejt-labo.
Elle est aussi l’autrice et co-autrice d’ouvrages de pédagogie et de recherche aux éditions Hatier et Belin.

## Réception critique
Ses œuvres ont fait l'objet de critiques dans des sites spécialisés en littérature jeunesse : notamment ses albums Le bois des Fables, Je suis un loup, Lili la libellule, M comme Max et Un instant de silence,,,, ainsi que ses romans Interdit, Pour sauver Cusumbo, Pas de merguez pour les sorcières, De bien étranges disparitions,, La fabuleuse odyssée des naufragés du non moins fabuleux le Blue sea, Il faut sauver la sorcière, , Histoires trop stylées, Qui en veut au maitre verrier ?. Son kamishibai Les trois zouloulais,  ainsi que son œuvre numérique À l’heure du déjeuner, ont également été remarqués par la critique,.

## Œuvres

### Ouvrages pédagogiques et de recherche
- Lire des œuvres littéraires, les comprendre et les mettre en réseau, Belin éditions, 2008, en collaboration avec I. Lebrat et C. Millecamps
- Bien lire pour bien comprendre, Hatier éditions, 2016, en collaboration avec P. Bézu et MA Jehl

### Ouvrages collectifs
- The Interconnections of the Only Connect Project (Translating, Mediating and Sharing Children’s Literature throughout Europe), sous la direction de B. Bentley et P. Torremocha, CEPLI editions, Murcia, 2006
- Enseigner la littérature de jeunesse, culture(s), valeurs et didactique en question, CRDP Alsace, 2008
- Contre l’innocence, sous la direction de B. Bennert / P. Clermont, Peter Lang éditions, Frankfurt, 2011
- De la lecture d’album à l’art oratoire, Recherches, revue de didactique et de pédagogie du français, N°80-2024, Septentrion Presses universitaires, Paris, 2024

### Albums
- Le Bois des fables, Callicéphale éditions, 2001
- Je suis un loup, Callicéphale éditions, 2002
- Indha, Bilboquet, 2003
- Cric crac… dans mon estomac, Bilboquet, 2004
- Lili la libellule, Bilboquet, 2005
- Les Trois Zouloulais, Callicéphale éditions, 2006
- Sibelle, la cigogne, Basberg éditions, 2006
- Je t'écris papa, Callicéphale éditions, 2009
- Vietnam 1977, Lettres à Ly Lan, Kilowatt éditions, 2010
- M comme Max, Bilboquet, 2010
- Le Dattier du Sultan, Kilowatt éditions, 2012
- 24 histoires de Noël, Lito éditions (collectif), 2013
- Alicette et les Bretzels, Feuilles de menthe éditions, 2013
- La Sorcière rue Fritz Kiener, Feuilles de menthe éditions, 2015
- Des histoires de princesses à écouter, Lito, (collectif) 2016
- Le Sens de la vie, Le grand Jardin, 2017
- Des idées plein la tête, Le grand jardin, 2017
- La Chasse aux canards et aux moustiques, Le grand Jardin, 2019
- Un instant de silence, Alice Jeunesse, 2022
- Tout au fond de mon coeur, Alice éditions, 2024
- Je suis un loup, Accès éditions, 2024

### Romans
- Une souris verte et autres délires, Alice Jeunesse, 2008
- Les Aventures de Mister Bulok, Alice Jeunesse, 2009
- Interdit, Alice éditions, 2011
- Pour sauver Cusumbo, Oskar éditions, 2014
- Le Dernier Monde, Alice Jeunesse, 2014
- Pas de merguez pour les sorcières, Alice éditions, 2015
- L'Été des défis, Alice éditions, 2015
- De bien étranges disparitions, Oskar éditions, 2016
- La Fabuleuse Odyssée des naufragés du non moins fabuleux le Blue sea, Oskar éditions, 2018
- La cuisine tourne au vinaigre, Alice Jeunesse, 2019
- Il faut sauver la sorcière, La Nuée bleue, 2020
- Histoires trop stylées, 2021(réédition du roman: Une souris verte et autres délires, Alice Jeunesse, 2008)
- Qui en veut au maitre verrier? La Nuée bleue, 2021
- Course contre le temps, Alice Jeunesse, 2021
- À l’école des dinosaures, Le verger des Hespérides, 2023
- Le secret des livres volés, Alice éditions, 2024

### Kamishibai
- Les Trois zouloulais, Callicéphale éditions, 2006
- Jao, le caméléon, Callicéphale éditions, 2008
- Raconte-moi les saisons, Callicéphale éditions, 2011
- À l’heure du déjeuner, Callicéphale éditions, 2013
- La Pêche à la ligne, Callicéphale éditions, 2014
- Le Fil, Callicéphale éditions, 2017
- La Mouche au ventre rebondi, Callicéphale éditions, 2021

### Réécritures
- Les Musiciens de Brême, Callicéphale éditions, 2008
- Le Petit Poisson d’or, Callicéphale éditions, 2008

### Production "animations"
- À l’heure du déjeuner, Promenons-nous dans les bois, studio EJT-labo, 2019
- Le square symphonie, Promenons-nous dans les bois, studio EJT-labo, 2024

## Prix et distinctions
- 2002 : Sélection prix des P'tits lecteurs (pour Je suis un loup)[7]
- 2009 : Sélection pour le prix Goya (pour Une souris verte et autres délires)[7]
- 2012 : 
  - Sélection pour le Prix Biblio Défi de Herblay (pour Interdit)[7]
  - Sélection 2012-13 Romans Jeunes 10 ans et + des bibliothèques de Brest (pour Interdit)[7]
  - Coup de cœur de "Escapades" dans sa sélection 2012-13 des + 10 ans (pour Interdit)[7]
  - Prix des CM2 de la ville de Lagarde
- 2013 : 
  - Lauréat du Prix de la ville de La Garde (pour Interdit)[7]
  - Prix des CM2 de la ville de La Garde (pour Interdit)[7]
- 2015 :
  - Sélection pour le prix Chapitre Nature (pour Pour sauver Cusumbo)
  - 2e Prix Passerelle du Limousin (pour Le dernier monde)[7]
  - Sélection pour La Bataille des livres 2015-2016 (pour Le dernier monde)[31]
- 2016 : 
  - Sélection pour le Grand Prix des Jeunes lecteurs de Casablanca (pour l'été des défis)[7]
  - Sélection pour le Prix de l’encre d’or (pour l'été des défis)
- 2019 : Sélection pour le Prix Escapade (pour De bien étranges disparitions)[7]
- 2020 : 
  - Sélection pour le prix Goya (pour La cuisine tourne au vinaigre)
  - Sélection pour le prix littéraire des 4 saisons à lire (pour La cuisine tourne au vinaigre)
  - Sélection pour le prix La vache qui lit (pour La cuisine tourne au vinaigre)
  - Sélection pour la Bataille des Livres, 2020-2021(pour La cuisine tourne au vinaigre)[31]
- 2021 :
  - Sélection pour le prix des Embouquineurs (pour La cuisine tourne au vinaigre)
- 2022 :
  - Sélection pour la Bataille des livres, 2022-2023 (pour Course contre le temps)[32]
- 2023 :
  - Sélection pour le prix Goya (pour Course contre le temps)
  - Sélection pour le prix Lire et faire lire, 2023 (pour Un instant de silence)